# Кунейтра (мухафаза)
Кунейтра е една от 14-те мухафази (области) на Сирия. Населението ѝ е 90 000 жители (по приблизителна оценка от декември 2011 г.). Намира се в часова зона UTC+2. Разделена е на 2 минтаки (околии) и 6 нахии (общини). Основен език е арабският.